# Paakonsaari
Paakonsaari är en ö i Finland. Den ligger i sjön Pihlajavesi och i kommunen Nyslott i  landskapet Södra Savolax, i den sydöstra delen av landet, 280 km nordost om huvudstaden Helsingfors. Öns area är 10 hektar och dess största längd är 0,7 kilometer i öst-västlig riktning.